# Vịnh Pomerania

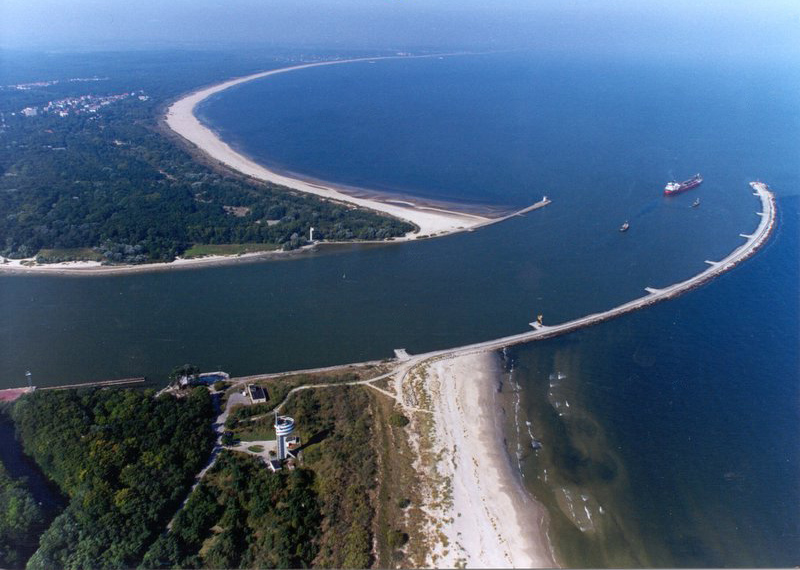
Cửa sông Swina tại biển Baltic ở Świnoujście, Ba Lan

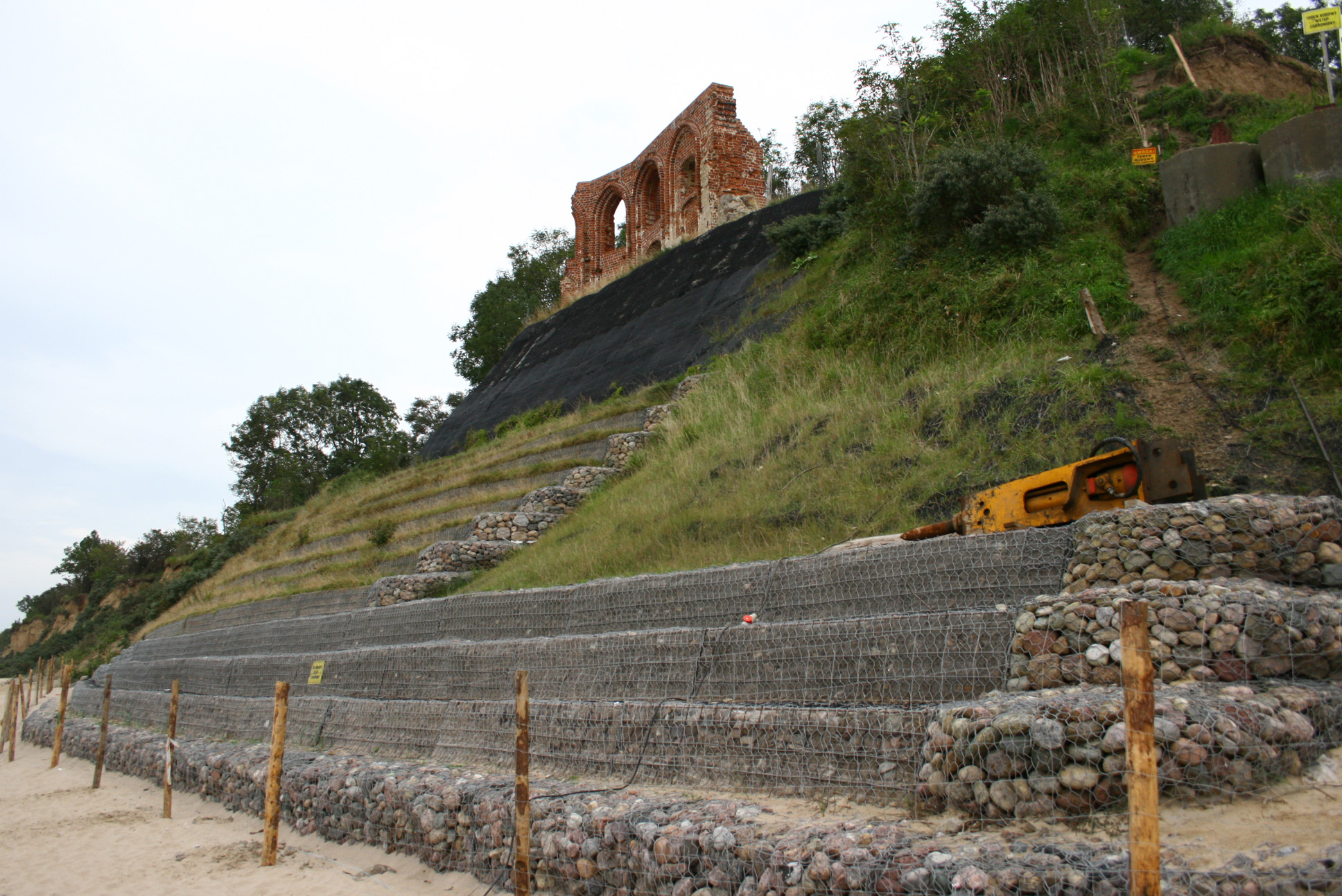
Tàn tích của nhà thờ ở Trzęsacz, Ba Lan

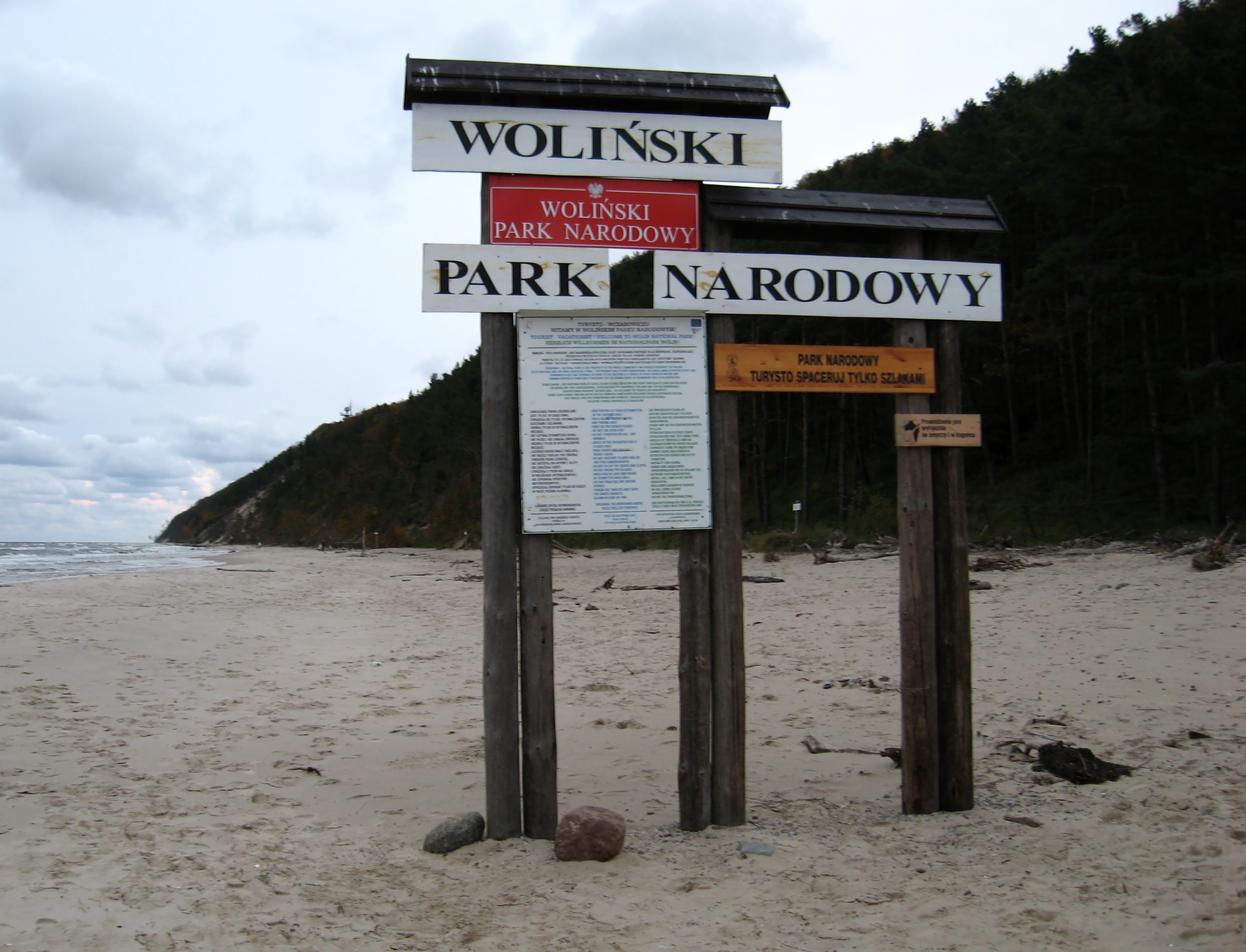
Vườn quốc gia Wolin, Ba Lan

Vịnh Pomerania hoặc Vịnh Pomeranian (tiếng Ba Lan: Zatoka Pomorska; tiếng Đức: Pommersche Bucht; Kashubian: Pòmòrskô Hôwinga) là một lưu vực ở biển Tây Nam Baltic, ngoài khơi Ba Lan và Đức.
Ở phía nam, nó được ngăn cách với Đầm Oder ở cửa sông Oder bởi các đảo Usedom/Uznam và Wolin, được nối với nhau bằng ba eo hoặc nhánh của Oder: Dziwna, Świna và Peene. Biên giới phía Bắc là một tuyến từ Cape Arkona trên đảo Rügen của Đức đến Ngọn hải đăng Gąski ở phía đông của Kołobrzeg ở Ba Lan.
Độ sâu tối đa là 20 mét và độ mặn khoảng 8%. Vịnh Pomerania được bắc qua một tuyến đường thủy sâu từ cảng Szczecin, qua sông Oder, đầm Szczecin và Świna cho phép các tàu lớn đi vào cảng Swinoujście và Szczecin.
Các cảng chính là:
- Cảng Szczecin
- Cảng Świnoujście
- Cảng Kołobrzeg
- Dziwnów
- Usedom
- Wolgast

## liên kết ngoài
- Tư liệu liên quan tới Bay of Pomerania tại Wikimedia Commons
- Zrot: Trang web du lịch Western Pomerania (PL) (tiếng Ba Lan, tiếng Anh, tiếng Đức)
- Zart: Trang web du lịch Ba Lan Western Pomerania (PL) Lưu trữ ngày 1 tháng 6 năm 2020 tại Wayback Machine (tiếng Ba Lan, tiếng Anh, tiếng Đức)
- Trang web du lịch Đức: Ban du lịch khu vực Vorpommern (D) (tiếng Anh, tiếng Đức, tiếng Thụy Điển, tiếng Ba Lan)